# Transferencia de momento

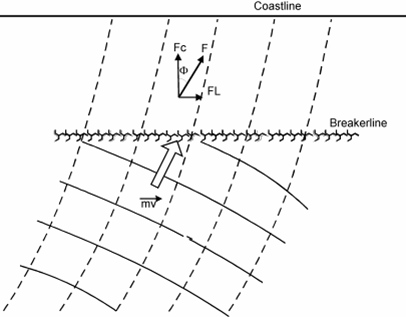
En esta vista del plan, las olas vienen de abajo hacia arriba, en la parte superior está la costa, las olas se acercan a la costa bajo un ángulo y tienen un momento mv.

En física de partículas, óptica y mecánica ondulatorias, la transferencia de momento es la cantidad de momento que una partícula da a otra partícula.
En el ejemplo más sencillo de dispersión de dos partículas chocando con momentos iniciales {\displaystyle {\vec {p}}_{i1},{\vec {p}}_{i2}}, resultando en momentos finales {\displaystyle {\vec {p}}_{f1},{\vec {p}}_{f2}}, la transferencia de momento está dada por:
{\displaystyle {\vec {q}}={\vec {p}}_{i1}-{\vec {p}}_{f1}={\vec {p}}_{f2}-{\vec {p}}_{i2}\,},
donde la última identidad expresa conservación de momento. La transferencia de momento es una cantidad importante porque {\displaystyle \Delta x=\hbar /|q|} es una mejor medida para la resolución de la distancia típica de la reacción comparado a los momentos en sí.

## Óptica y mecánica ondulatorias
Una onda tiene un momento {\displaystyle p=\hbar k}. La diferencia del momento de impulso ondulatorio con respecto a la onda incidente se conoce transferencia de momento. El número de onda {\displaystyle k} es el módulo del vector de onda {\displaystyle k=q/\hbar } o, en términos de la longitud de onda, {\displaystyle k=2\pi /\lambda }. A veces, la transferencia de momento se expresa en unidades de longitud recíproca {\displaystyle Q=k_{f}-k_{i}}.

### Difracción
La transferencia de momento tiene aplicaciones prácticas importantes en los estudios de la materia condensada por difracción de neutrones, rayos X y electrones. La ley de Bragg, formulada para la cristalografía de rayos X, se deriva de la conservación de la energía de la onda en la dispersión elástica, donde los números de onda {\displaystyle k_{f}} y {\displaystyle k_{i}} son iguales y solo cambia la dirección de la onda, dada por el vector de la red recíproca {\displaystyle G=Q=k_{f}-k_{i}}{\displaystyle G=2\pi /d}.
La representación en el espacio {\displaystyle Q} es genérica y no depende del tipo de la radiación y la longitud de onda utilizadas.